# Nexhmije Pagarusha
Nexhmije Pagarusha (srbsko Неџмије Пагаруша), albanska pevka in igralka, * 7. maj 1933, Pagaruša, Vardarska banovina, Kraljevina Jugoslavija, † 7. februar 2020, Priština, Kosovo.
Znana je bila tudi kot Kraljica kosovske glasbe. Na Kosovu in v drugih državah je postala znana kot pevka z značilnim sopranom, ki ga je razkazovala pri petju številnih kosovskih narodnih pesmi. Njena kariera je trajala 36 let, od leta 1948, ko je debitirala na Radiu Priština, pa do leta 1984, ko je izvedla svoj poslednji koncert v Sarajevu. Pela pa ni le albanske glasbe, pač pa tudi rock, pop, funk, operno in klasično glasbo.

## Življenjepis
Nexhmije Pagarusha se je rodila v majhni vasi Pagaruša, blizu kraja Mališevo v tedanji Vardarski banovini v Kraljevini Jugoslaviji. Osnovno šolo je obiskovala v Mališevu, s šolanjem pa je nadaljevala v Beogradu, kjer je tri leta obiskovala glasbeno šolo, kjer se je učila solopetja. S svojo glasbeno kariero je pričela leta 1948 kot pevka na Radiu Priština.
Njeno glasbeno delovanje je trajalo skoraj 40 let, zaradi različnosti stilov, v katerih je nastopala pa je težko opredeliti Pagarushin slog petja. Njene interpretacije albanske ljudske glasbe so bile tako odlične kot njene interpretacije klasične glasbe, posebej oper. Bila je priljubljena tako pri glasbenih kritikih, kot pri ljubiteljih glasbe. Splošno je bila znana kot Bilbili i Kosovës (Kosovski slavec), Kraljica kosovske glasbe, Madame Butterfly, ...
Dosegla je veliko popularnost tako v domovini, kot tudi v drugih evropskih državah, kot so Albanija, Severna Makedonija, Bosna in Hercegovina, Bolgarija, ... V teh državah je izvedla več turnej skupaj z ansamblom Shota. Na Kosovu je prejela naslov Këngëtare e shekullit (Pevka stoletja).
Ena njenih najpopularnejših pesmi je "Baresha", ki jo je napisal njen mož, Rexho Mulliqi, besedilo pa je prispeval Rifat Kukaj. Poleg petja se je Pagarusha ukvarjala tudi z dramo. Nastopila je v številnih gledaliških igrah in filmih ter osvojila več nagrad kot igralka.
Z glasbeno kariero je zaključila leta 1984 po velikem koncertu v Sarajevu. Leta 2000 je po 16 letih premora v oddaji albanske televizije izvedla pesem "Për ty". Delala je tudi kot svetovalka za glasbo na Radiu Kosovo in na Radiu Blue Sky v Prištini.
Novembra 2012 je prejela albansko odlikovanje "Čast države", ki ji ga je podelil tedanji albanski predsednik Bujar Nishani.
Umrla je 7. februarja 2020 zaradi neznane bolezni.

## Pesmi
Pagarusha je interpretirala več kot 150 pesmi. Med njene najuspešnejše spadajo:
- Baresha
- Ani mori nuse
- Mora testin
- Kur më shkon si zog n'hava
- Kur më del në derë
- Ke selvitë
- Ç'u ngrit lulja në mëngjes
- Çil njat zemër plot kujtime
- Dallëndyshe
- Një lule
- Zambaku i Prizrenit
- Sytë për ty i kam të njomë

## Filmografija
- Makedonska krvava svadba, albansko Dasma e përgjakur, Bloody Wedding (1967) kot Nedžmije Pagaruša[6]
- Jugovizija, albansko Jugovizioni, Jugovision (1973)
- Gëzuar viti i ri, Happy New Year (1976)[7]
- E kafshoja terrin, Biting the darkness (1977)[8]
- I ikuri, Gone (1980)[9]
- Tre vetë kapërcejnë malin, Three people overpass the mountain (1981)[10]
- Lepuri me pesë këmbë, The Five-Legged Hare[11]
- Fluturimi i Micakut, Micak's flight
- Daullet e të çmendurve, The drums of the crazy ones
- Rexha i nënës në grazhd të kalit, Mother's son Rexha in the stall
- Vrasësit bëjnë dasmë natën (1997), The killers throw a wedding at nighttime